# ЛуАЗ-1302
ЛуАЗ-1302 «Волинь» — повнопривідний автомобіль із колісною формулою 4х4, розроблений на Луцькому автомобільному заводі як модифікація моделі ЛуАЗ-969М.
Від попередника відрізнявся новим двигуном МеМЗ-245-20 об'ємом 1,1 л, 53 к. с., рідинного охолодження, що покращило, в порівнянні із ЛуАЗ-969М, їздові властивості та комфорт. Дизайн особливих змін не зазнав: змінилися дзеркала заднього виду, були модернізовані передні та задні сидіння. Застосування нових шумо- та віброізоляційних матеріалів дозволило підвищити комфорт. Система обігріву пов'язана із системою рідинного охолодження двигуна, дозволила створити в салоні авто більш комфортні умови експлуатації у різні сезони року.
Відомо, що автомобіль випускався з 1991 по 2003 роки. Випущено близько 1865 автомобілів. Майже 1001 кузов був відправлений до Польщі, де автомобіль збирався під назвою Wilk 4x4.

### Модифікації

ЛуАЗ-13021-07

- 1302 — базовий автомобіль.
- 13024 — з жорстокою надбудовою замість тенту.
- 1302-02 — подальша модифікація базової версії.
- 13024-02 — подальша модифікація версії 13024.
- 13021-07 — повнопривідний автомобіль-фургон. Розроблений конструкторським бюро заводу в 1990-х роках[1]. Модель залишилась дослідним зразком[2]. Від базового автомобіля відрізняється лише дизайном та габаритними розмірами. Подовжена база, встановлений високий склопластиковий дах та металеві здвоєні задні двері. На базі автомобіля було створено модифікацію ЛуАЗ-13021-08[3][4].
- 13021-08 — головна відмінність від ЛуАЗ-1302 — довжина кузова, яка становить 4015 мм, на противагу 3415 мм.

Відомий також автомобіль під індексом 1303, який мав кузов від моделі 1302 з деякими переробками та повністю ходову частину від моделі 1301. За деякими джерелами 1303 виготовили 3 штуки, на сьогодні відомо існування лише одного екземпляра.